# Resolución 763 del Consejo de Seguridad de las Naciones Unidas
La resolución 763 del Consejo de Seguridad de las Naciones Unidas fue aprobada sin someterse a votación, el 6 de julio de 1992, tras haber examinado la petición de la República de Georgia para poder ser miembro de las Naciones Unidas. En esta resolución, el Consejo recomendó a la Asamblea General la aceptación de la República de Georgia como miembro.